# Dimitrios Mougios
Dimitrios Mougios (* 13. Oktober 1981 in Marousi) ist ein ehemaliger griechischer Leichtgewichts-Ruderer.

## Sportliche Karriere
Mougios belegte bei den Junioren-Weltmeisterschaften 1999 den sechsten Platz im Doppelzweier. 2000 belegte er in der gleichen Bootsklasse den achten Platz bei den U23-Weltmeisterschaften. 
2005 ruderte Mougios im Ruder-Weltcup im Leichtgewichts-Einer, erreichte aber sowohl in Eton als auch in Luzern nur das B-Finale. 2006 belegte Mougios zusammen mit Ilias Pappas im Leichtgewichts-Doppelzweier den siebten Platz beim Weltcupauftakt in München. Beim Weltcupfinale in Luzern ruderte er zusammen mit Vasileios Polymeros auf den dritten Platz in dieser Bootsklasse, bei den Weltmeisterschaften in Eton erreichten die beiden den neunten Platz. Ein Jahr später bei den Weltmeisterschaften 2007 in München siegten die Dänen Mads Rasmussen und Rasmus Quist, dahinter erhielten Mougios und Polymeros die Silbermedaille vor den Briten Zac Purchase und Mark Hunter. Drei Wochen später siegten die Ungarn Zsolt Hirling und Tamás Varga bei den Europameisterschaften, Polymeros und Mougios gewannen auch hier die Silbermedaille. Eine weitere Silbermedaille erhielten die beiden Griechen bei den Olympischen Spielen 2008 in Peking. Hier siegten Zac Purchase und Mark Hunter vor den Griechen und den dänischen Weltmeistern von 2007. Weder der britische Zweier noch die Dänen waren bei den Europameisterschaften 2008 am Start, hier gewannen die beiden Griechen zum Saisonausklang den Titel. Im August 2009 bei den Weltmeisterschaften in Posen belegte Mougios zusammen mit Georgios Konsolas den siebten Platz im Leichtgewichts-Doppelzweier. Drei Wochen später bei den Europameisterschaften 2009 trat Mougios noch einmal mit Vasileios Polymeros an und verteidigte seinen Titel aus dem Vorjahr. Zum Abschluss seiner Karriere belegte Mougios bei den Europameisterschaften 2010 den siebten Platz im Leichtgewichts-Einer.
Der mit 1,91 m für einen Leichtgewichts-Ruderer ungewöhnlich große Dimitrios Mougios hatte das für einen Leichtgewichts-Ruderer typische Gewicht von 72 kg.